# Шьяторська Буковинка
Шьяторська Буковинка (словац. Šiatorská Bukovinka) — село, громада округу Лученець, Банськобистрицький край, центральна Словаччина, регіон Новоград. Кадастрова площа громади — 21,6 км².
Населення 293 особи (станом на 31 грудня 2017 року).

## Історія
Шьяторська Буковинка згадується в 1959 році (відокремлення).

## Населення
| Рік:            | 1994. | 2004.    | 2014.   | 2024.    |
| --------------- | ----- | -------- | ------- | -------- |
| Кількість осіб: | 371   | 333      | 318     | 262      |
| Різниця:        |       | -10,24 % | -4,50 % | -17,61 % |

| Рік:            | 2023. | 2024.   |
| --------------- | ----- | ------- |
| Кількість осіб: | 268   | 262     |
| Різниця:        |       | -2,23 % |